# Bogyarét
Bogyarét (szlovákul Bodzianske Lúky) község  Szlovákiában, a Nyitrai kerületben, a Komáromi járásban.

## Fekvése
Gútától 12 km-re délnyugatra fekszik. A falu az Alsó-Csallóköz jellegzetes tanyavilágának része, lakosságának nagy része szétszórt tanyákon él, a mai faluközpont csak az 1965-ös árvíz után alakult ki. A Gútát Ekeccsel (9 km) összekötő országúton közelíthető meg. Nemesócsa 10 km-es úton érhető el.
A község területe 5,17 km², ezzel a harmadik legkisebb területű község a járásban. Nyugatról Lakszakállas, északról Gúta, keletről Nemesócsa és rövid szakaszon Keszegfalva, délről Bogya községekkel határos. Északi határát a Császta alkotja.

## Élővilága

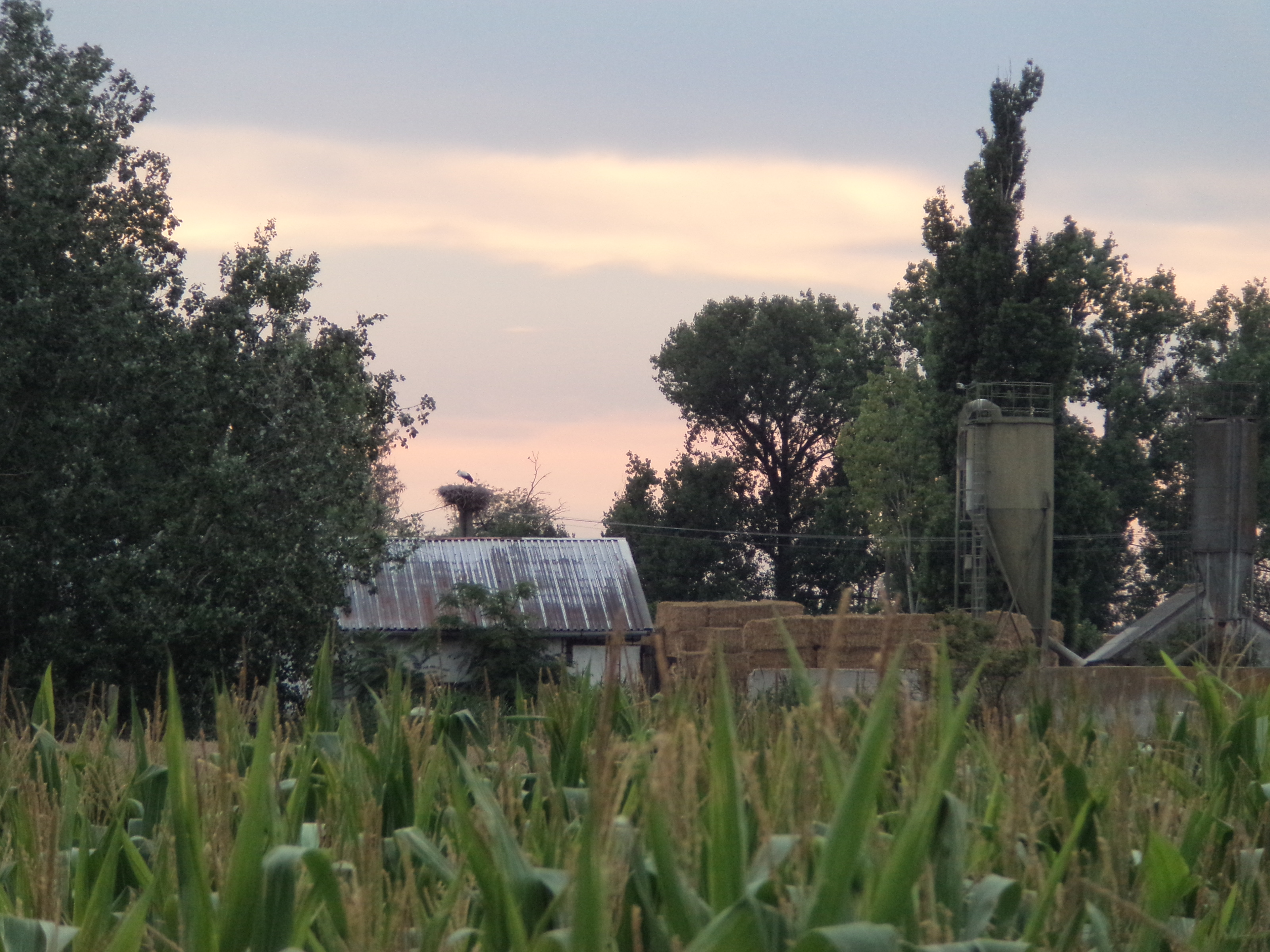
2020
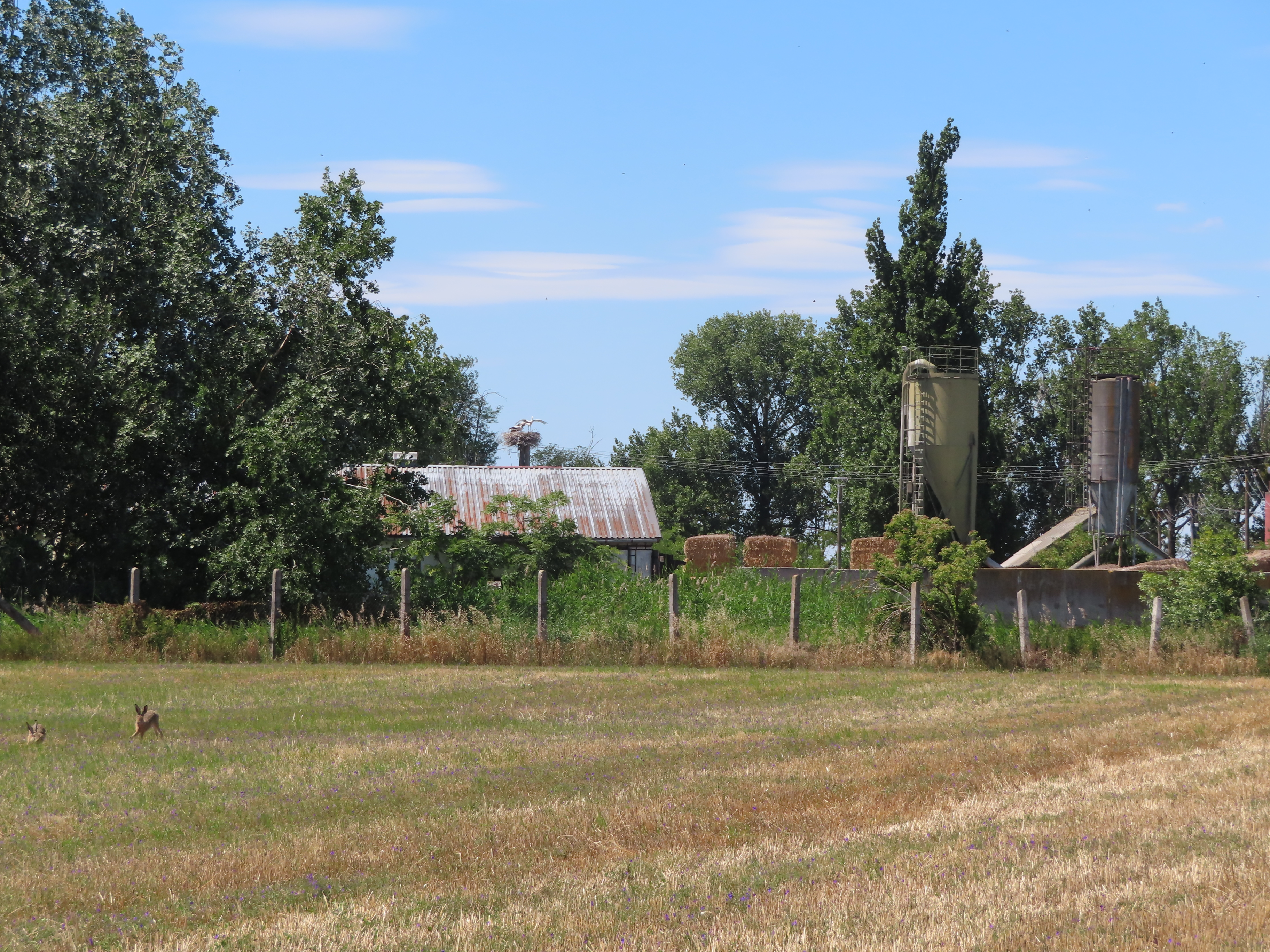
2022
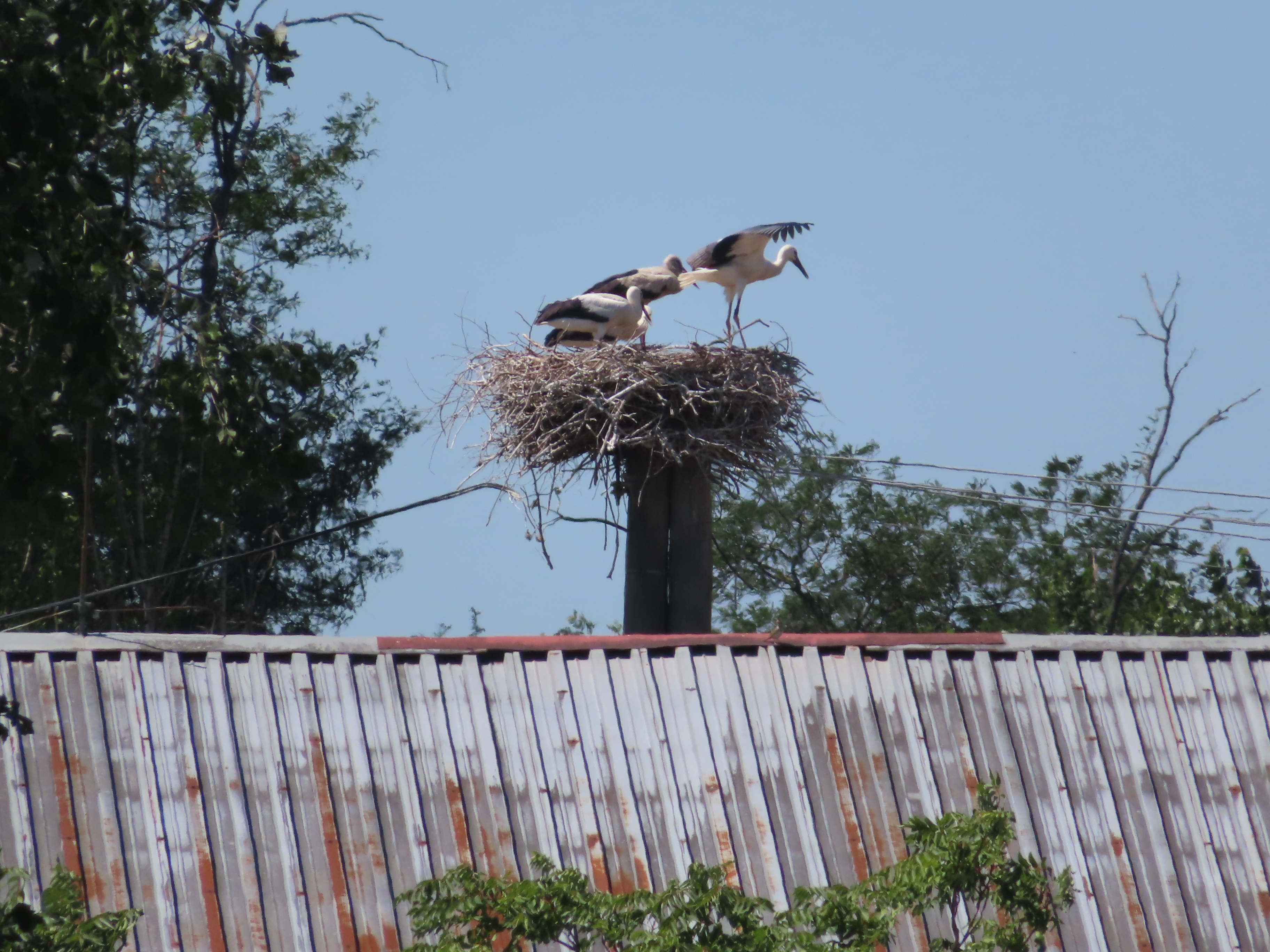
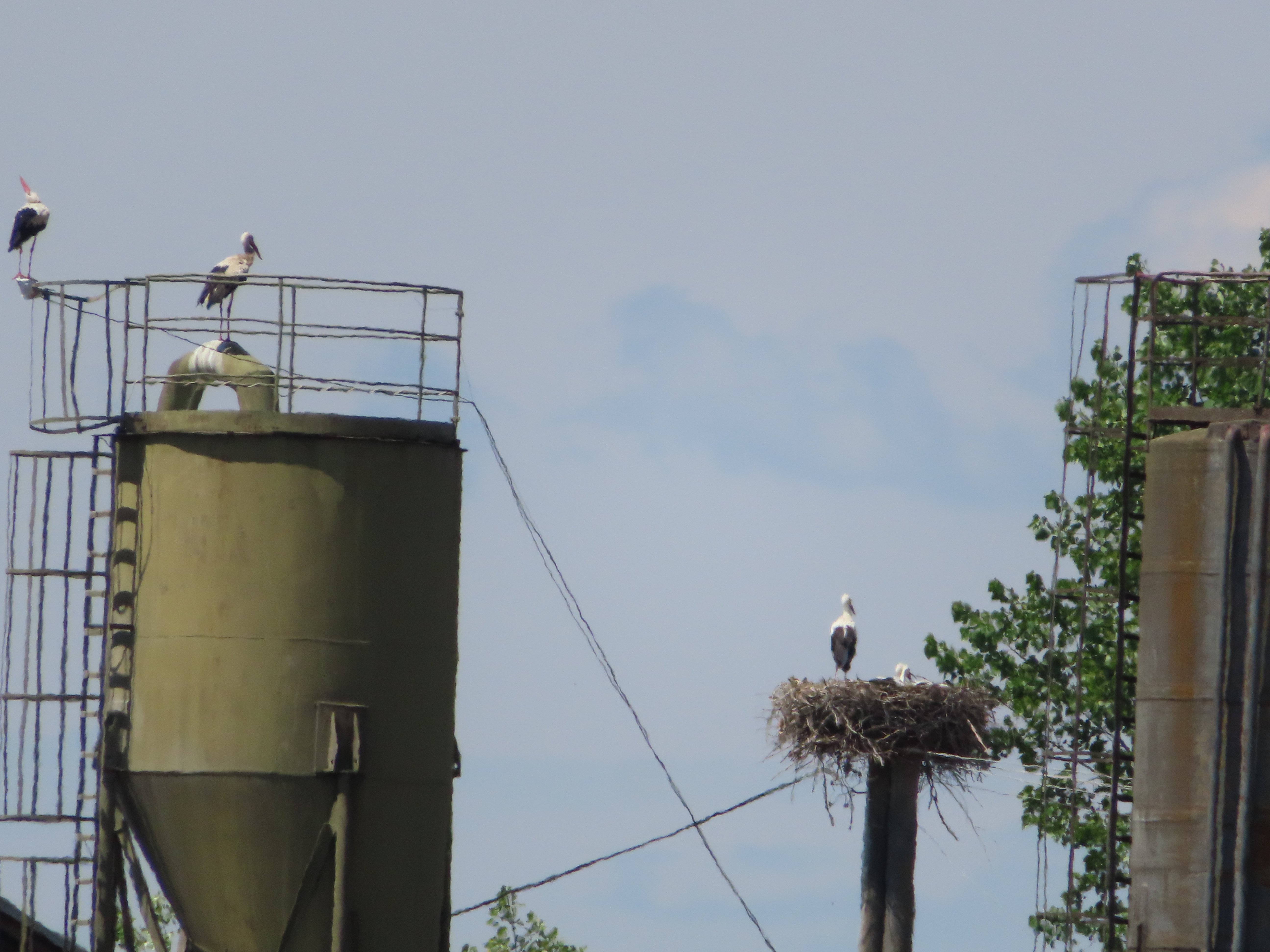
2023
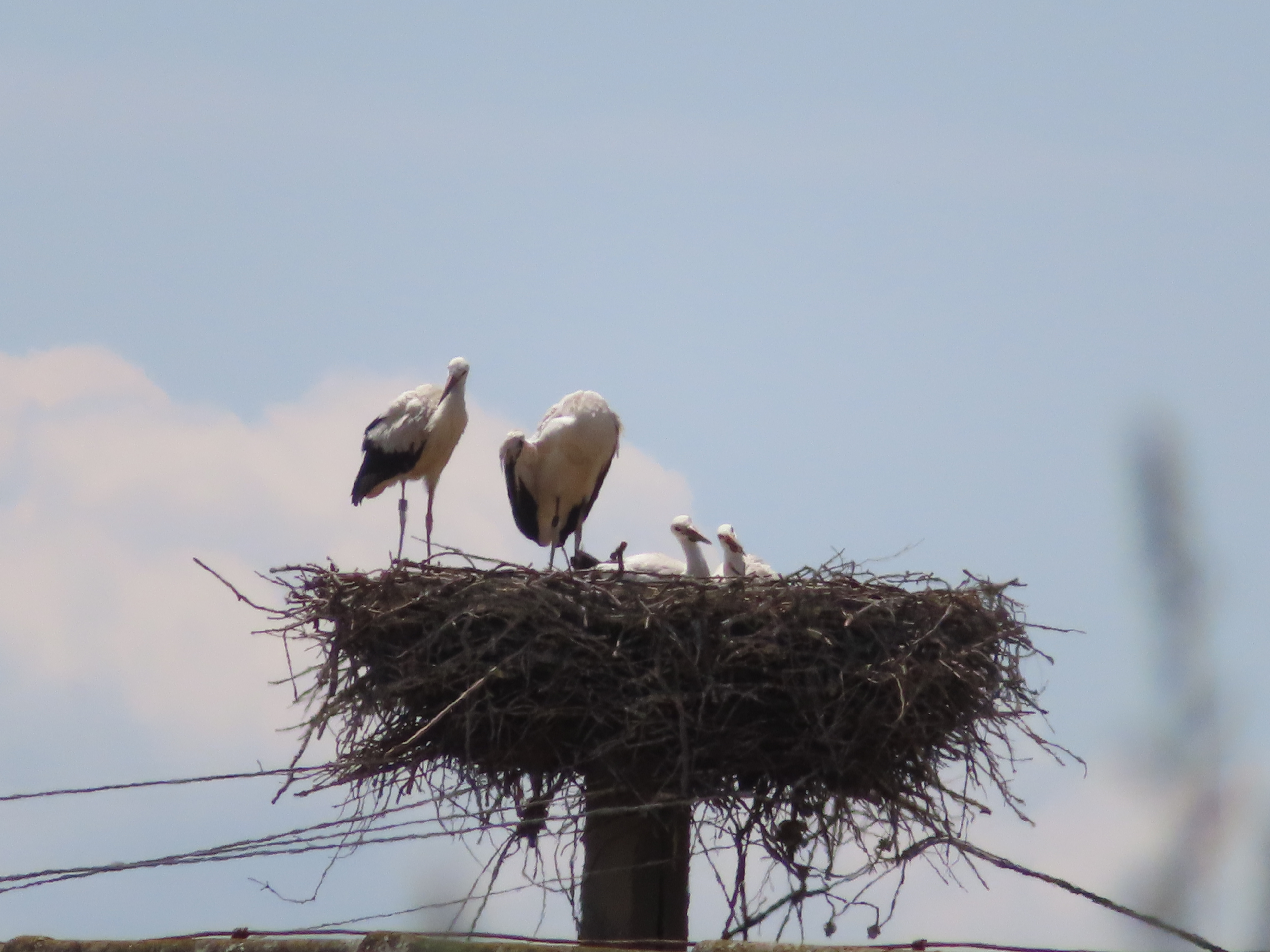
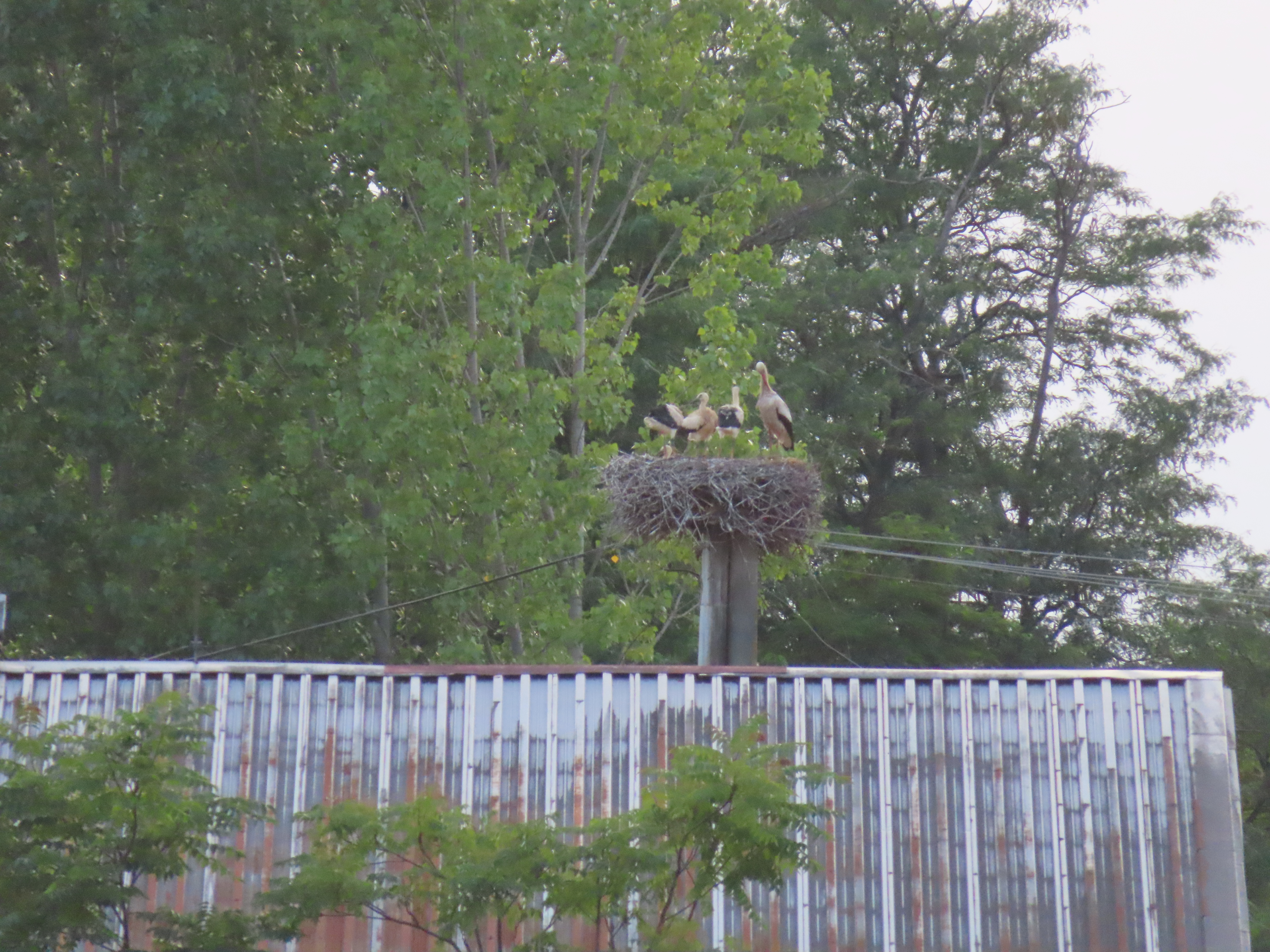
2024

Bogyaréten egy gólyafészket és egy alátétet tartanak nyilván, amelyben 2020-ban 3 fiókát számoltak össze.

## Története
A Bogyához tartozó rétek első írásos említése 1387-ből származik. A környező mocsárból kiemelkedő nádas, füves területen egykor vadászó-halászó emberek laktak. Bogyarét egyike volt a csallóközi falvakhoz tartozó réteknek. Az első állandó épületek a 18. század végén épültek. A falu felemelkedését nagyrészt egykori jótevőjének Vermes Vincének köszönhette, aki az 1880-as évek végén saját telkén templomot emeltetett és 1875-től negyven éven át tanította ingyen a falu gyerekeit. A falut többször sújtotta árvíz is, de lakói mindig visszaköltöztek. Komárom vármegye monográfiájában Vende Aladár Bogya tárgyalásánál említi Bogyarétet is:  Ide tartozik (....) a bogyai rét, a hol eddig 44 ház és 1897-ben kápolna épült. 1914-1915-ben épült fel a bogyaréti iskola.
A trianoni békeszerződésig Komárom vármegye Csallóközi járásához tartozott. Csehszlovákiához kerülve Bogya részeként a Komáromi járáshoz (1949-1960 között a Nagymegyeri járáshoz) tartozott. 1938-1945 között visszacsatolták Magyarországhoz. 1952-ben mezőgazdasági szövetkezet létesült itt, mely 1975-re már 750 hektáron gazdálkodott, ekkor egyesítették a lakszakállasi és gelléri EFSz-szel. 1959-ben vezették be a villamosságot Bogyaréten. Az 1965-ös dunai árvíz súlyos károkat okozott, a falu lakosságát Koltára telepítették. Az árvíz utáni helyreállítás során alakult ki a zártabb településszerkezet, 1970-re készült el az új iskola épülete.
Az árvíz után felgyorsult az elköltözés Bogyarétről, mivel az akkori államhatalom nem engedélyezte a tanyák újraépítését, majd később a központosítás miatt nem adtak ki itt építkezési engedélyt. Különösen sokan költöztek Lakszakállasra, ahol "bogyaréti utcák" alakultak ki.
Bogyarét 1990-ben szakadt el Bogyától és alakult önálló községgé. Önállósulásával Bogya területének 45%-át elveszítette. Alapiskoláját 1992-ben szüntették meg.

## Népessége
| Év:            | 1994. | 2004.    | 2014.    | 2024.   |
| -------------- | ----- | -------- | -------- | ------- |
| Emberek száma: | 255   | 223      | 191      | 177     |
| Eltérés:       |       | -12,54 % | -14,34 % | -7,32 % |

| Év:            | 2023. | 2024.   |
| -------------- | ----- | ------- |
| Emberek száma: | 175   | 177     |
| Eltérés:       |       | +1,14 % |

A község népessége 1991 óta folyamatosan csökken, 20 év alatt lakosságának csaknem egynegyedét elveszítette. A Komáromi járás 3. legkisebb népességű községe.
1991-ben 265 lakosából 249 magyar (94%) és 16 szlovák volt. 
2001-ben 223 lakosából 212 magyar (95,1%) és 11 szlovák volt.
2011-ben 203 lakosából 186 magyar (91,6%), 14 szlovák és 3 ismeretlen nemzetiségű volt. Lakosságának 82%-a római katolikus vallású volt (166 fő), 11%-a (22 fő) pedig református.
2021-ben 191 lakosából 161 (+6) magyar, 18 (+3) szlovák, 1 egyéb és 11 ismeretlen nemzetiségű volt.

## Nevezetességek
- A Rózsafüzéres Szűz Máriáról elnevezett katolikus templomot 1930-ban építették a Vermes Vince által 1889-ben emelt kápolnából.[9] 1998-ban felújították.
- Vermes Vince mellszobra a községi hivatal melletti parkban áll.
- Az egykori iskola falán 2006 decemberében avatták fel Szénássy Árpád komáromi mérnöknek, a község díszpolgárának emléktábláját.
- a temetőben található Vermes Vince síremléke, az első világháború áldozatainak emléktáblája a katolikus templom falán, a második világháború áldozatainak emlékműve (Bogyarét mellett a szomszédos "rétek" háborús halottainak névsorával) és az 1911-ben állított temetői nagykereszt.

## Önkormányzat
A községi képviselőtestület 4 tagú, a polgármester Aradi Mónika (Magyar Közösség Pártja) 2010 óta (korábban Kucsera Imre).

## Híres emberek
- Klór Károly (1937-1990) - bogyaréti tanító, népművelő, szobrász, 1969-től élt és tanított a faluban. Emléktábláját 2010-ben avatták fel.[10]
- Vermes Vince (1847-1939) - tanító, a templom és az iskola építtetője, Bogyaréten élt és a helyi temetőben nyugszik. A közösségért végzett tevékenysége elismeréséül 1933-ban pápai kitüntetésben részesült.

## Képtár

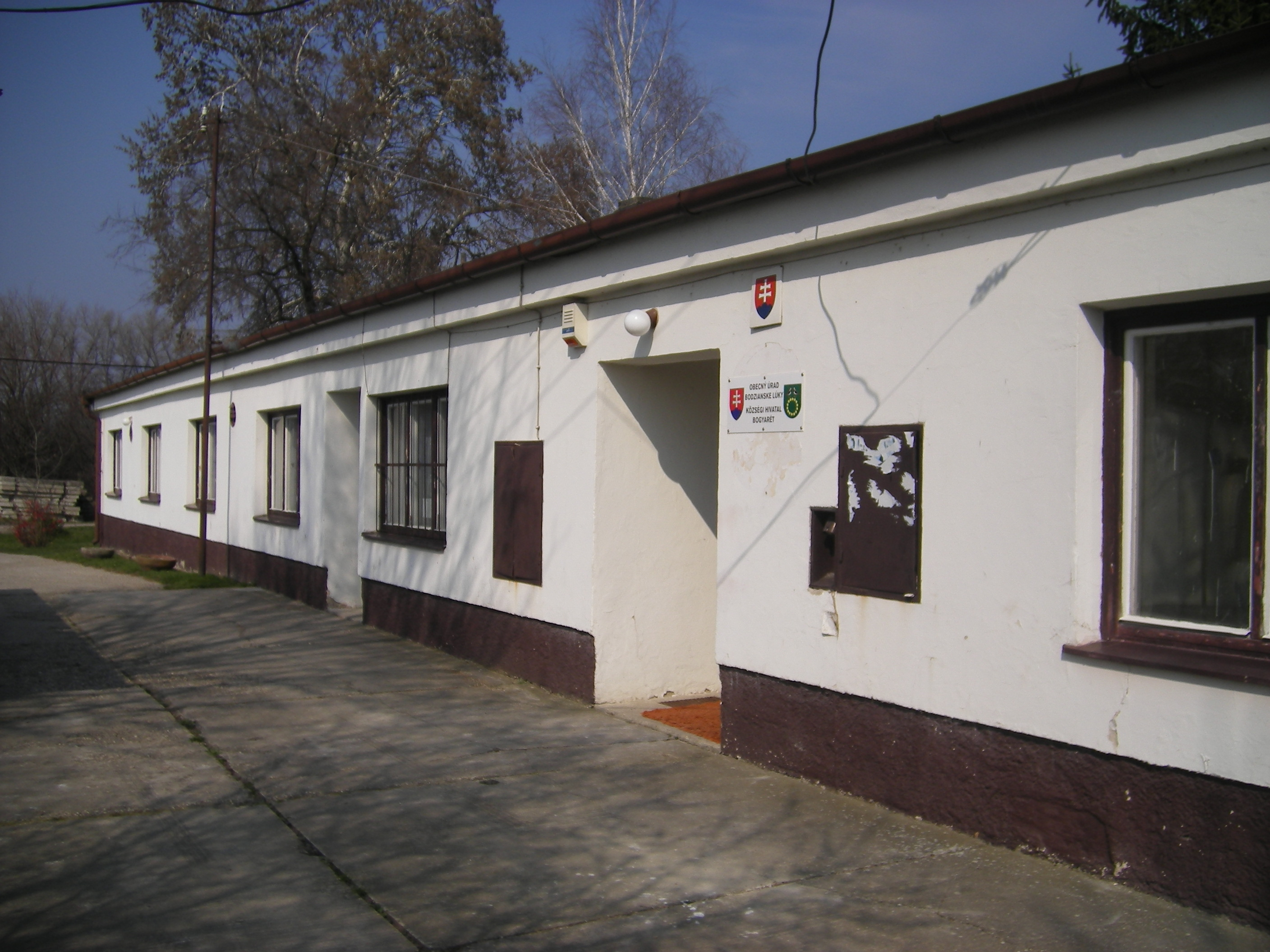
Községi hivatal
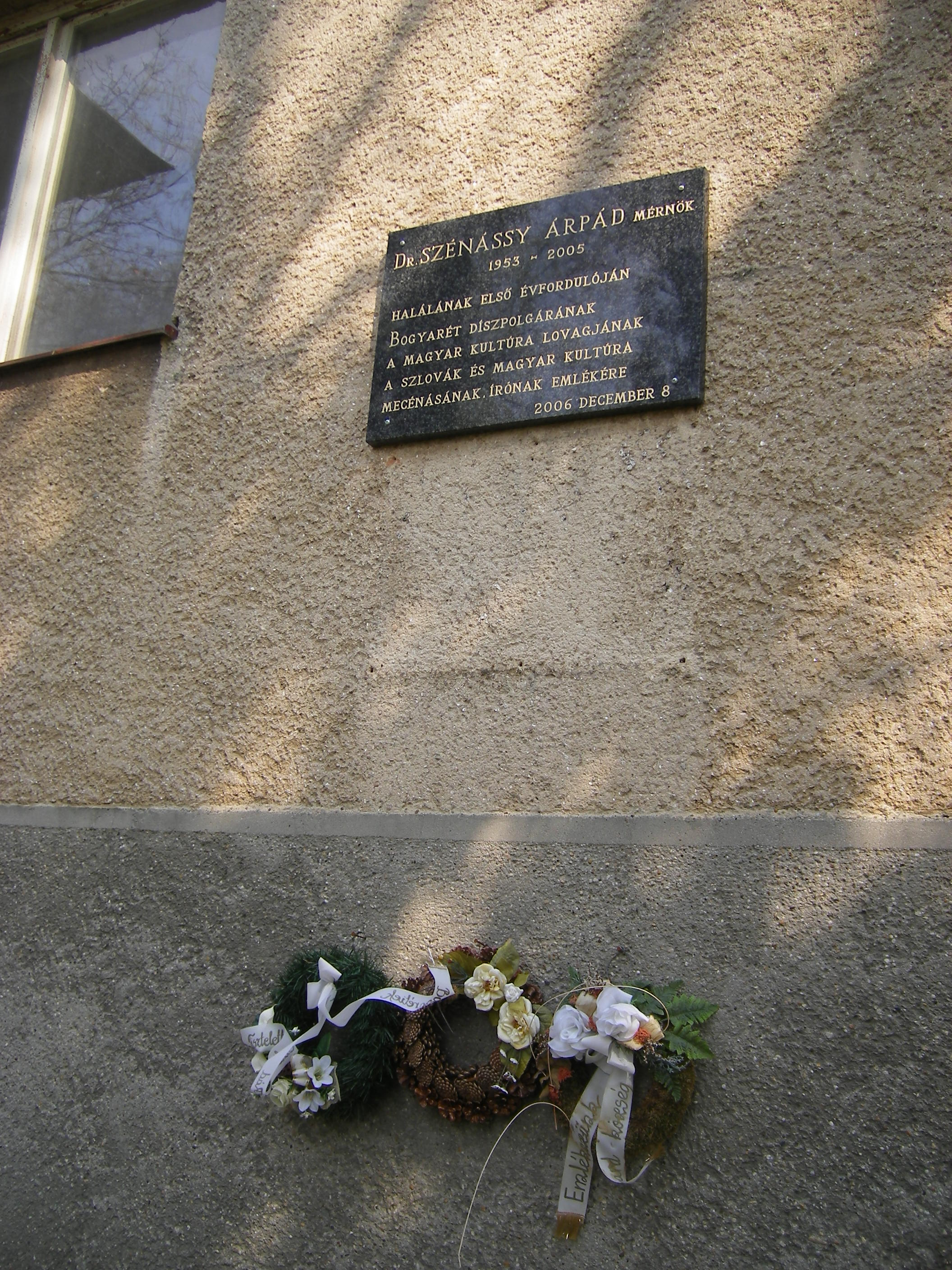
Szénássy Zoltán emléktáblája
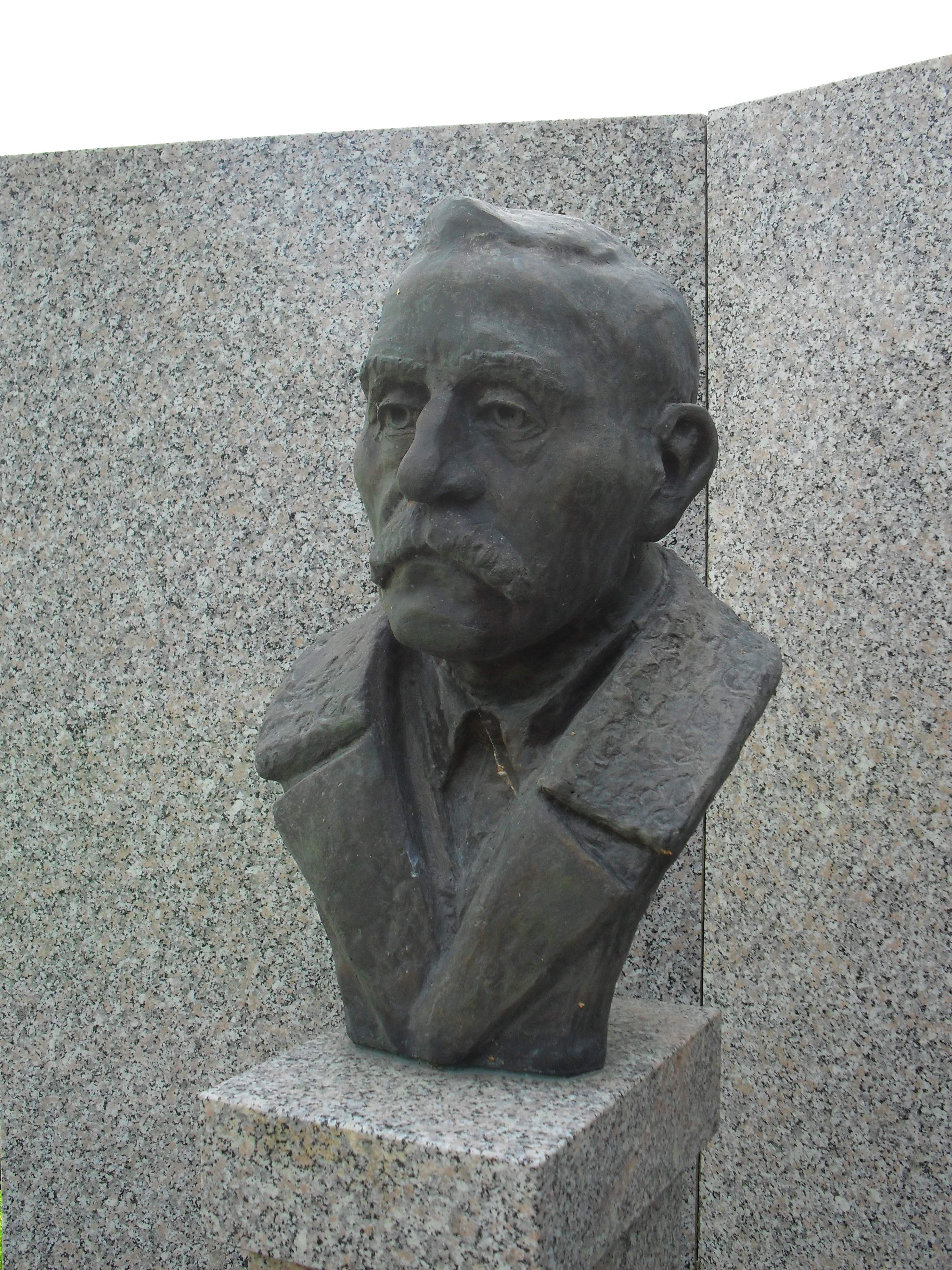
Vermes Vince mellszobra
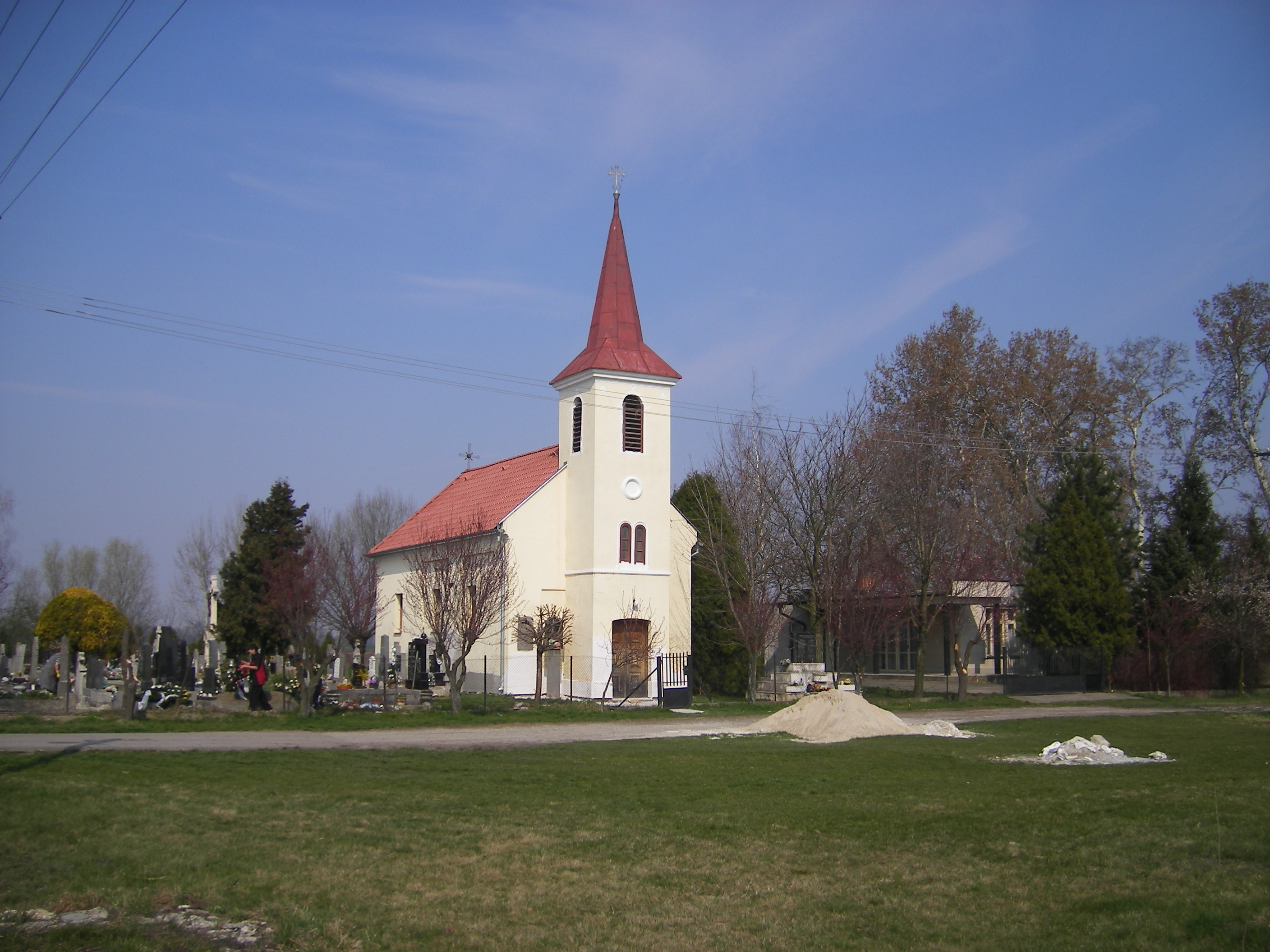
Katolikus templom
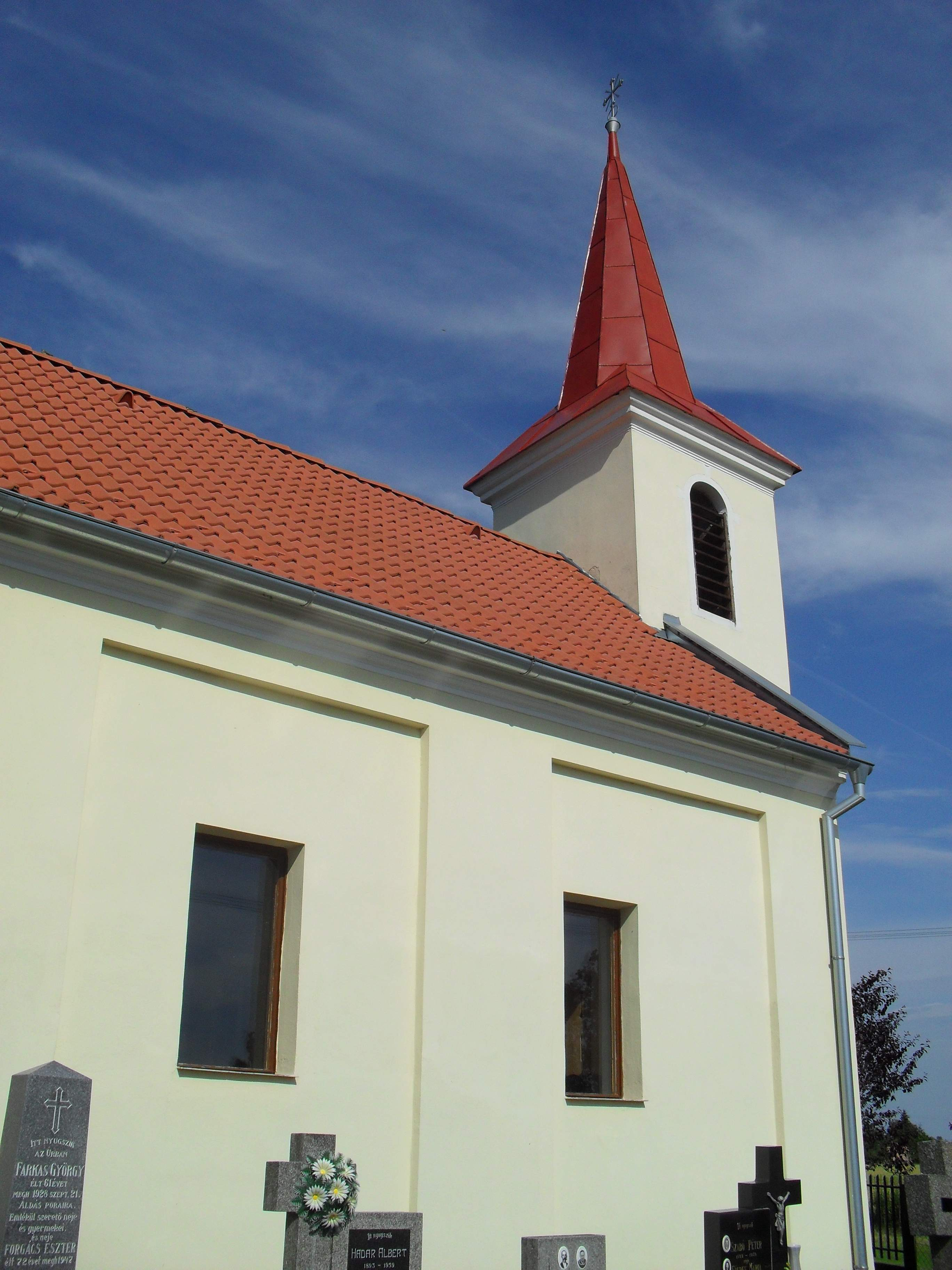
Katolikus templom
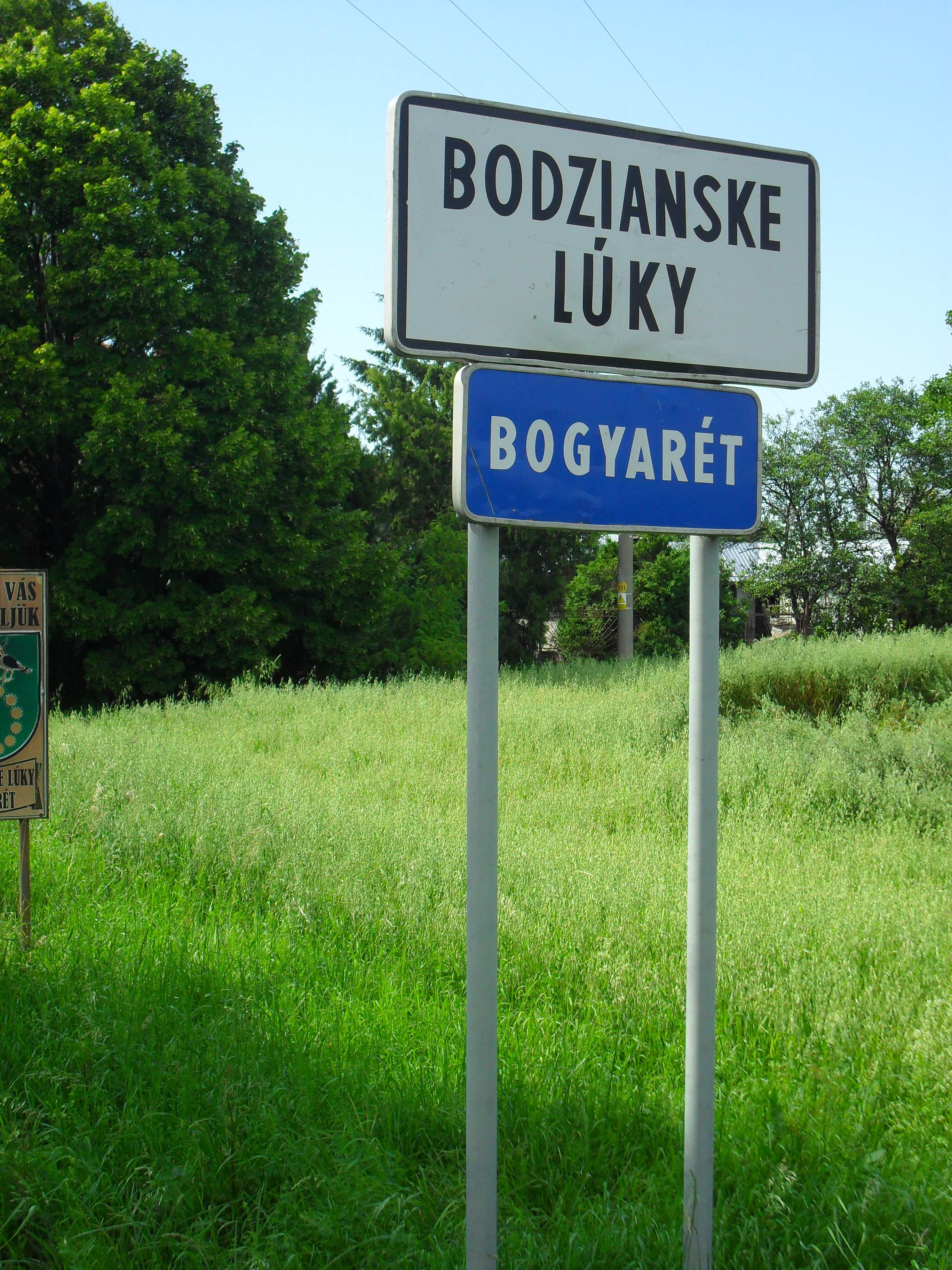
Kétnyelvű helységnévtábla (2011)
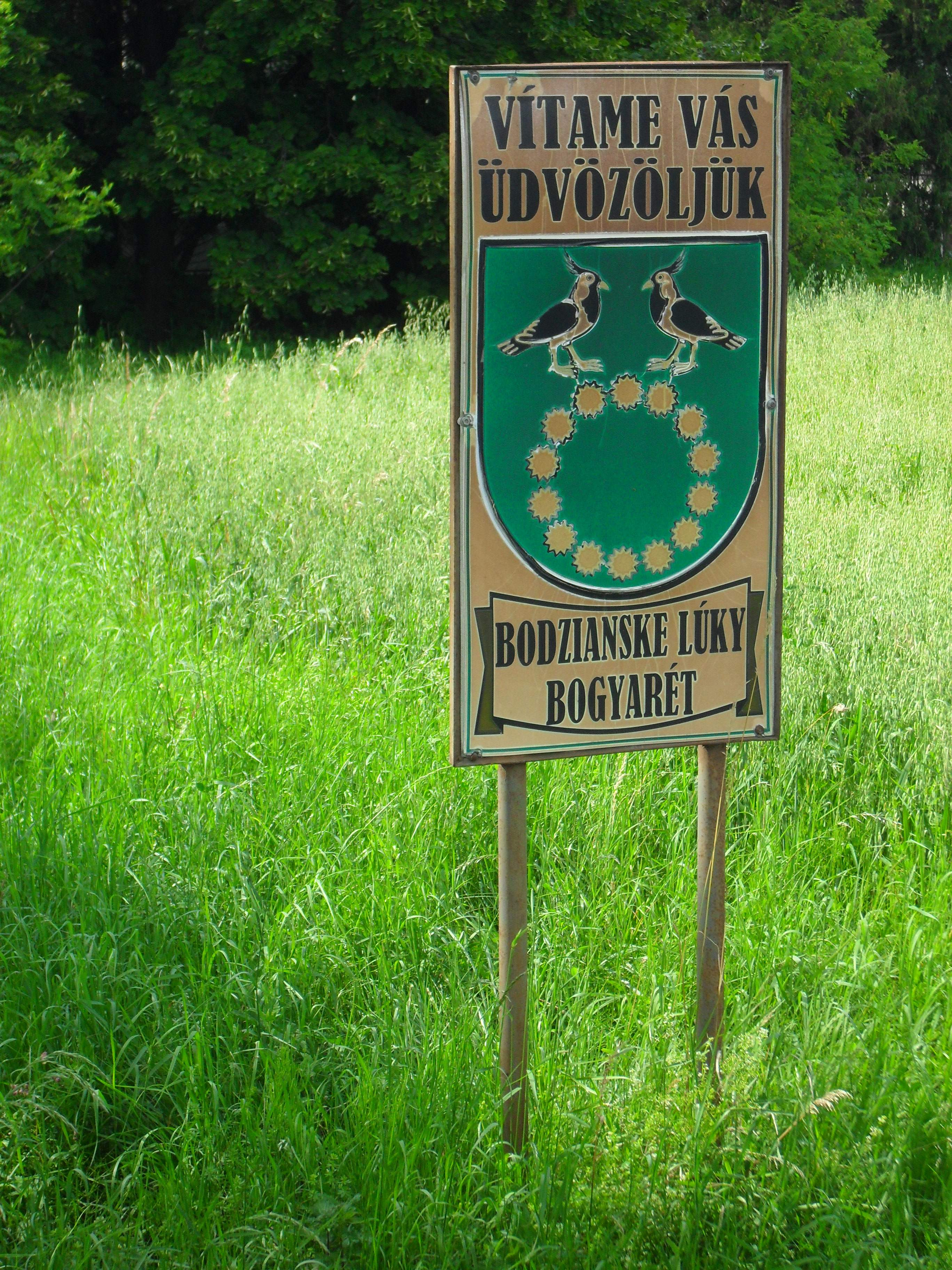
Üdvözlőtábla a falu címerével
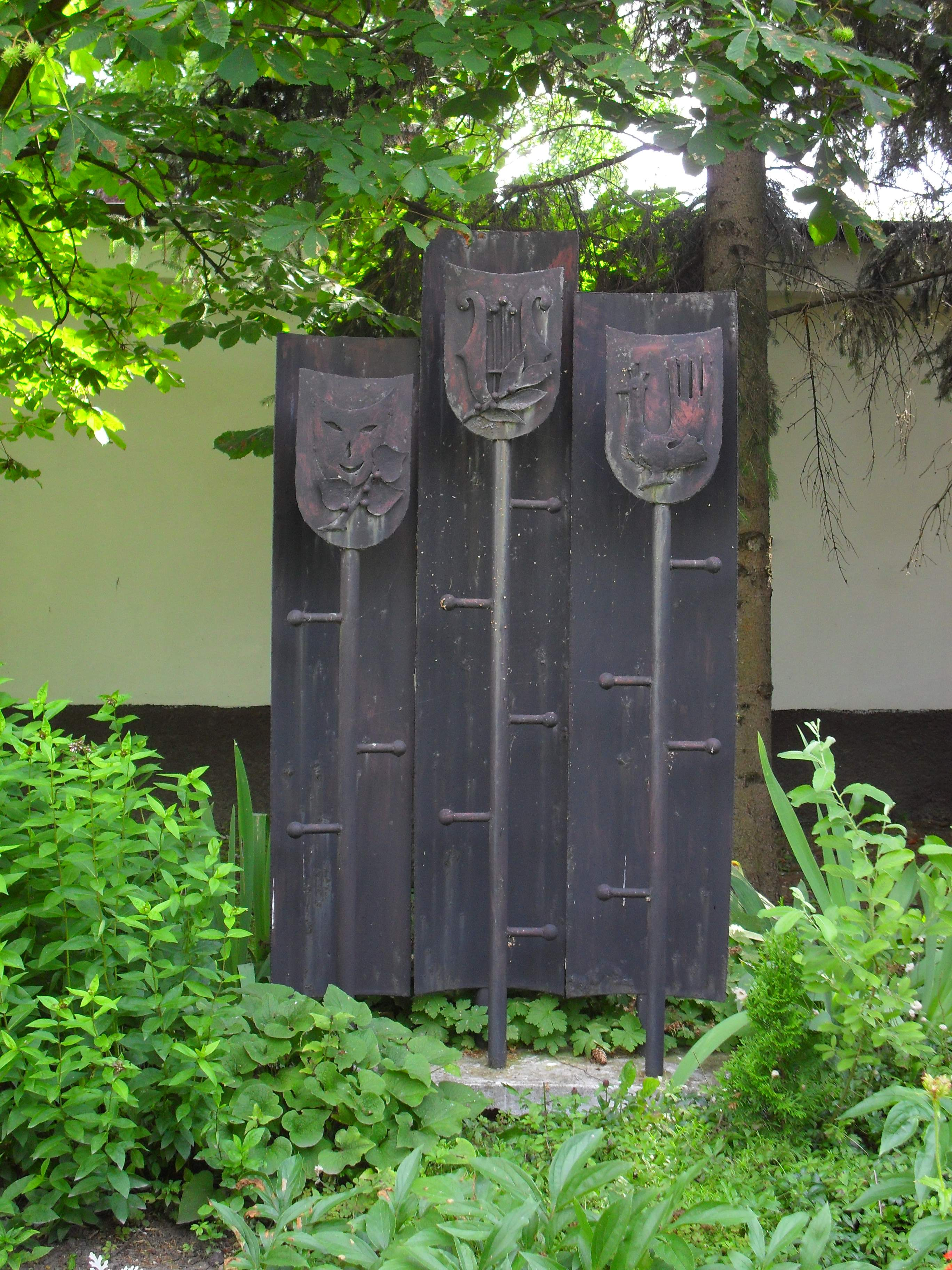
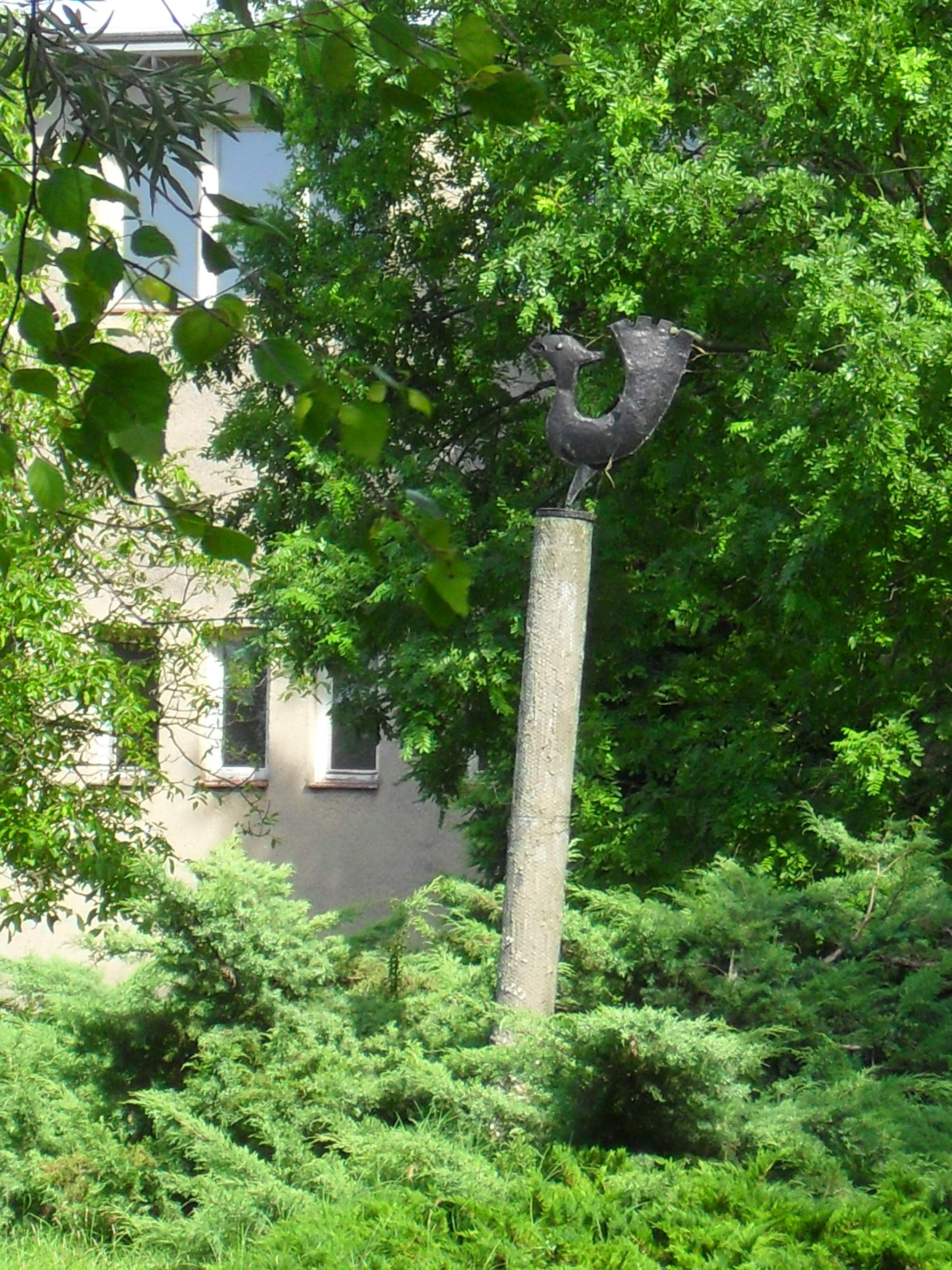
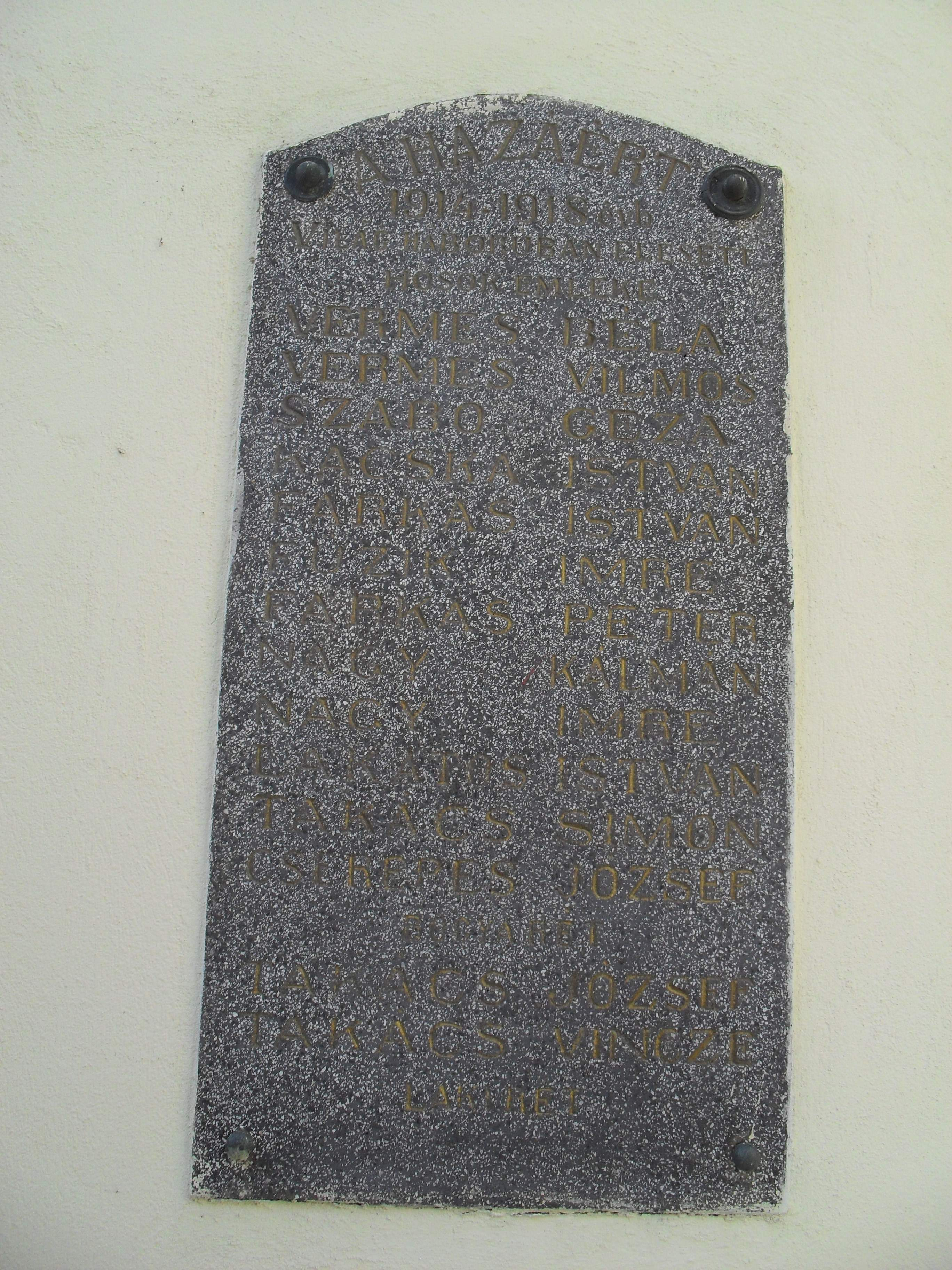
Az első világháború áldozatainak emléktáblája
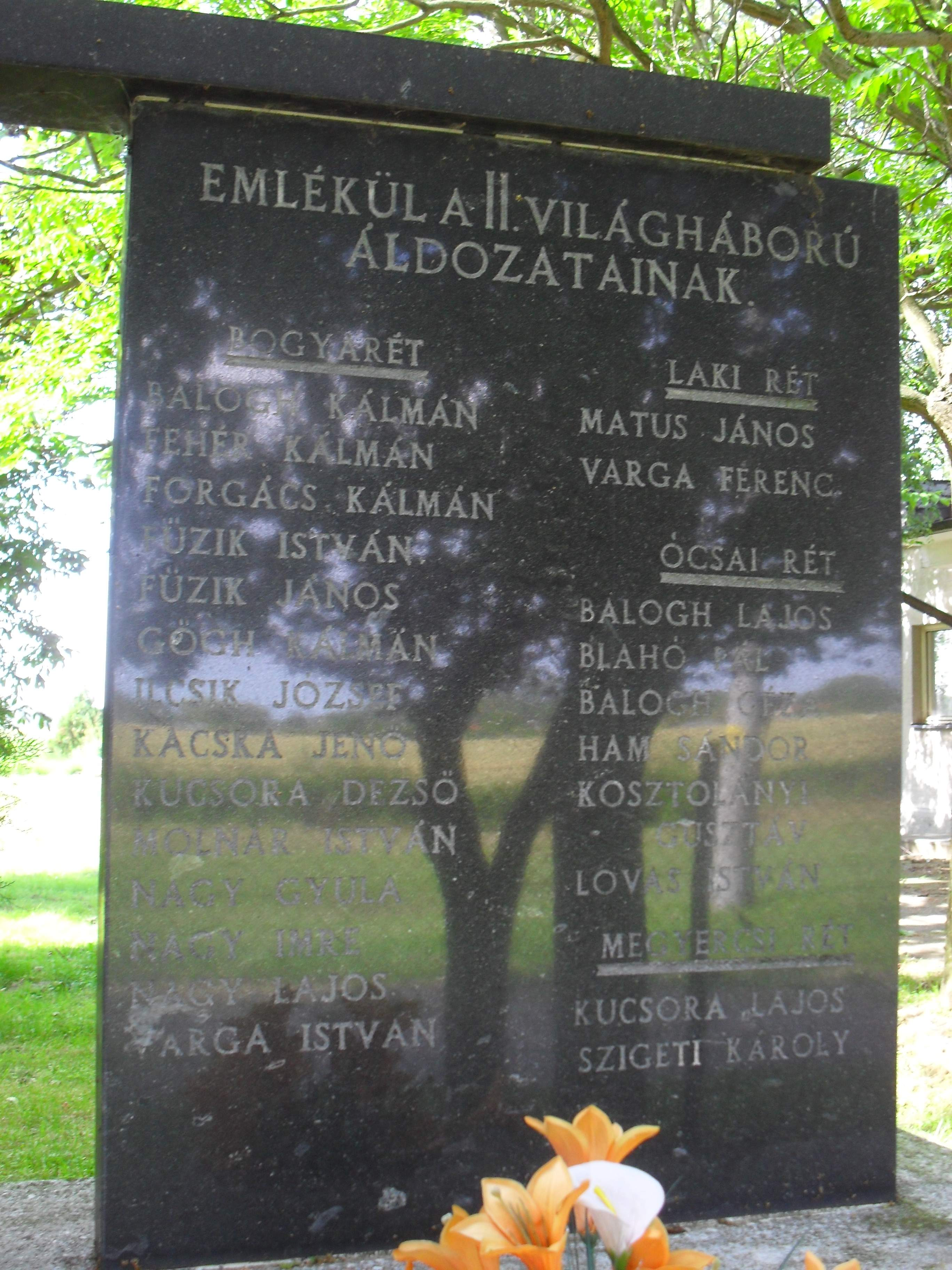
A második világháború áldozatainak emlékműve a temetőben
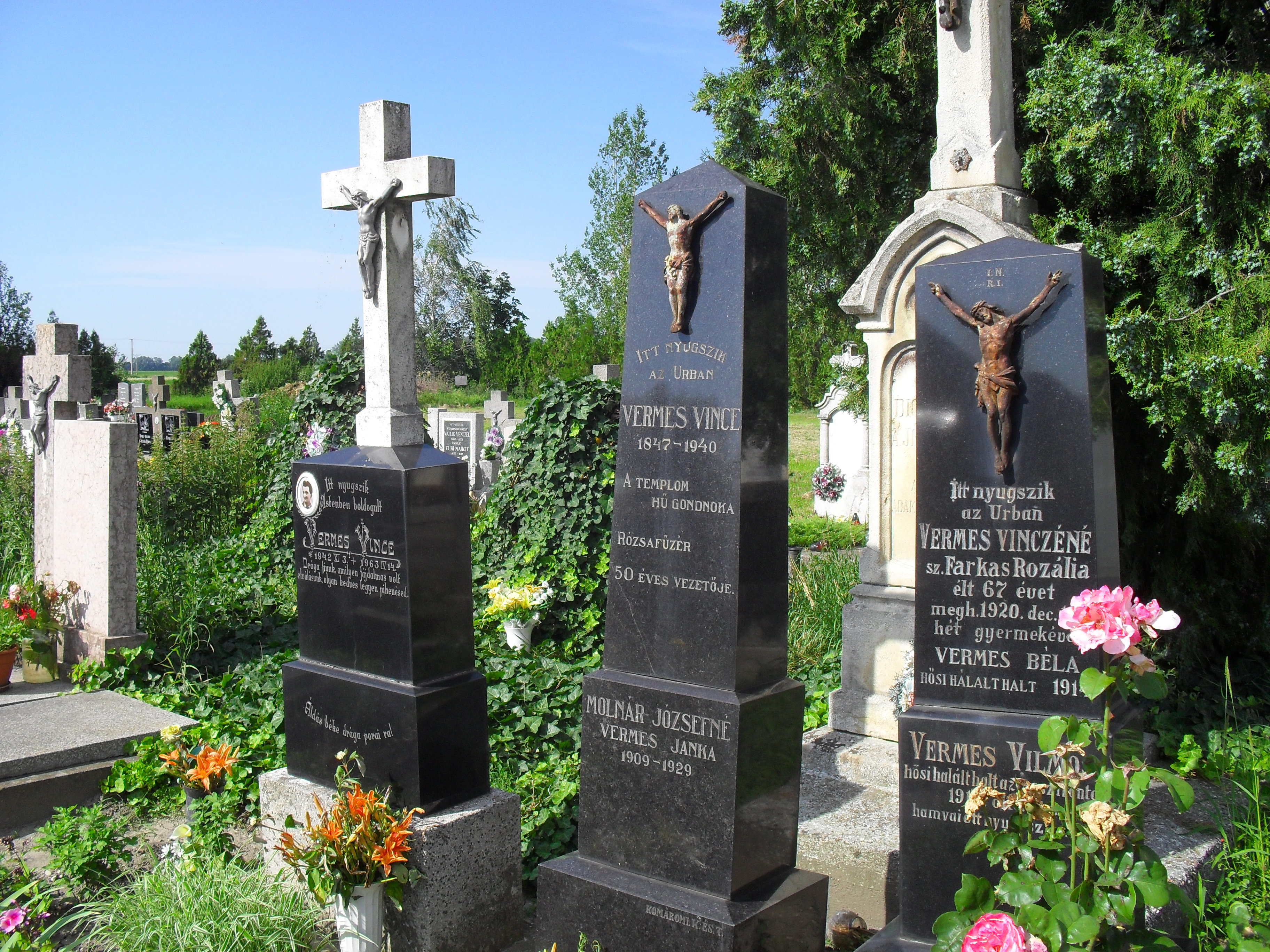
Vermes Vince síremléke
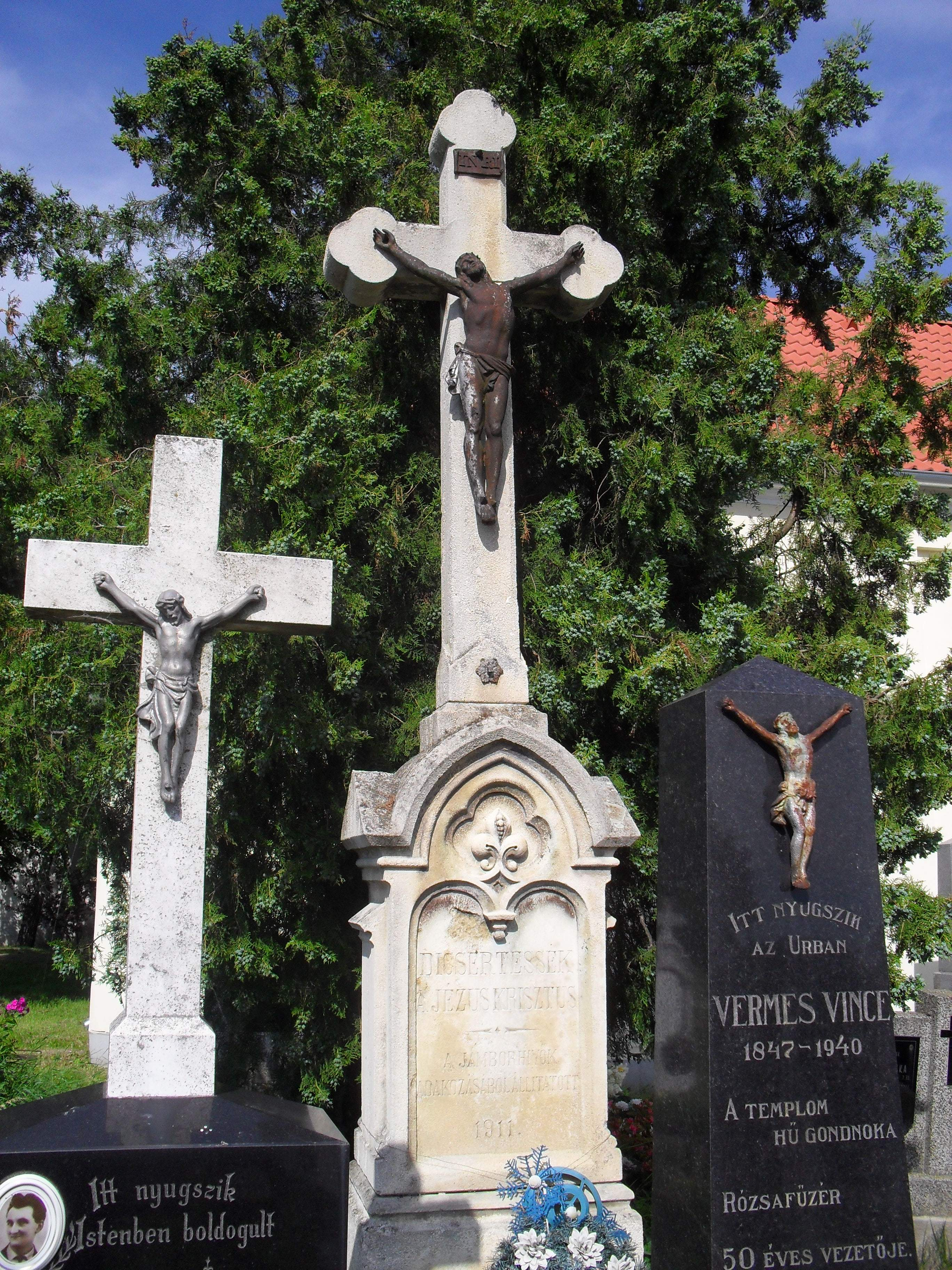
Temetői nagykereszt
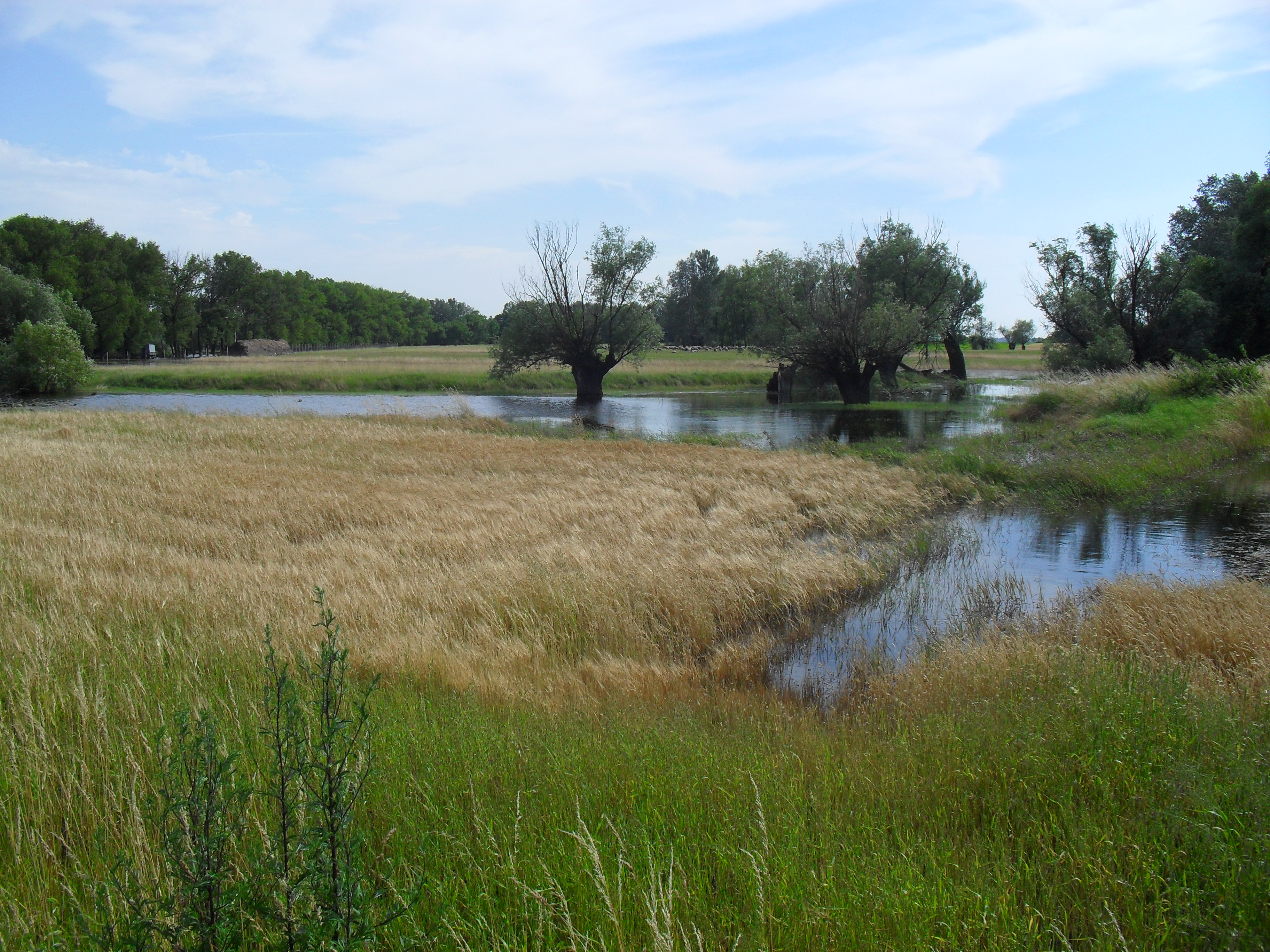
Bogyaréti tájrészlet

## Testvértelepülés
- Sárosd, Magyarország